# Фаттах (ракета)
Fattah (перс. موشک هایپرسونیک فتاح) — іранська гіперзвукова балістична ракета середньої дальності, розроблена Корпусом вартових ісламської революції і представлена у 2023 році. Це перша гіперзвукова балістична ракета Ірану. За заявами Ірану, її висока маневровість і швидкість дозволяє їй долати всі системи протиракетної оборони.
Її назву, що означає «завойовник» або «вісник перемоги», «переможець» арабською мовою, посилаючись на Аль-Фаттаха, обрав Верховний лідер Ірану.
Деякі балістичні ракети вже досягають гіперзвукової швидкості, однак «Фаттах» належить до нового класу зброї, якою володіє лише обмежене коло країн.

## Опис
Fattah — це двоступенева твердопаливна ракета з точним наведенням з дальністю польоту 1400 км і кінцевою швидкістю від 13 до 15 Махів. Її боєголовка має сферичний двигун на твердому паливі з рухомим соплом, що дозволяє боєголовці збільшувати власну швидкість і рухатися в усіх напрямках.
За заявами Ірану, вона може маневрувати в атмосфері та за її межами, а також здатна обходити протиракетні системи, такі як Залізний купол.
Він також може націлюватися на системи протибалістичних ракет.
За словами керівника КВІР, вона має можливості штучного інтелекту.

## Історія
10 листопада 2022 року, під час 11-ї річниці мученицької смерті Хасана Могаддама, відомого як «батько іранських ракет», Іран оголосив, що створив передову гіперзвукову балістичну ракету, назвавши її «великим стрибком поколінь». Бригадний генерал Амір Алі Хаджизаде, командувач КСІР-СПС, заявив, що ракета має високу швидкість і може маневрувати в і над атмосферою Землі. Він сказав, що «вона може прорвати всі системи протиракетної оборони» і додав, що, на його думку, пройдуть десятиліття, перш ніж буде розроблена система, здатна її перехопити. За його словами, вона може не тільки прорвати найсучасніші та найпотужніші системи протиракетної оборони, але й може бути націлена на них. Наступного дня він заявив, що випробування вже відбулися і що ракета буде представлена у відповідний час.
Церемонія відкриття відбулася 6 червня 2023 року.

## Галерея

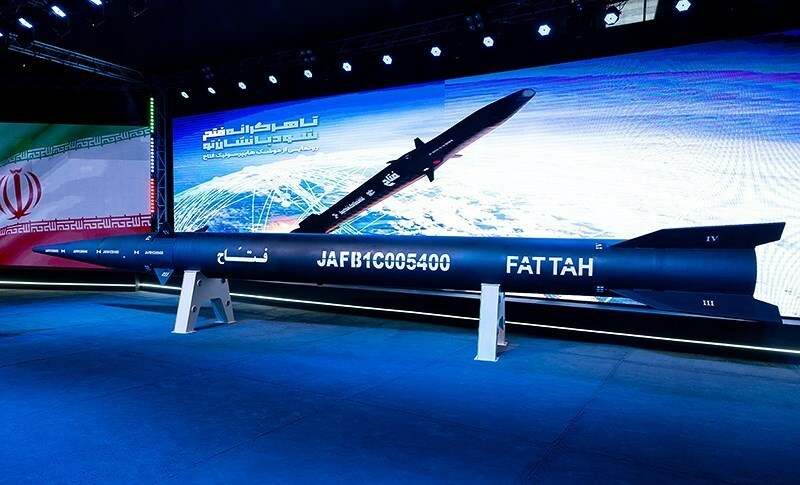
Фаттах на церемонії відкриття 6 червня 2023 року
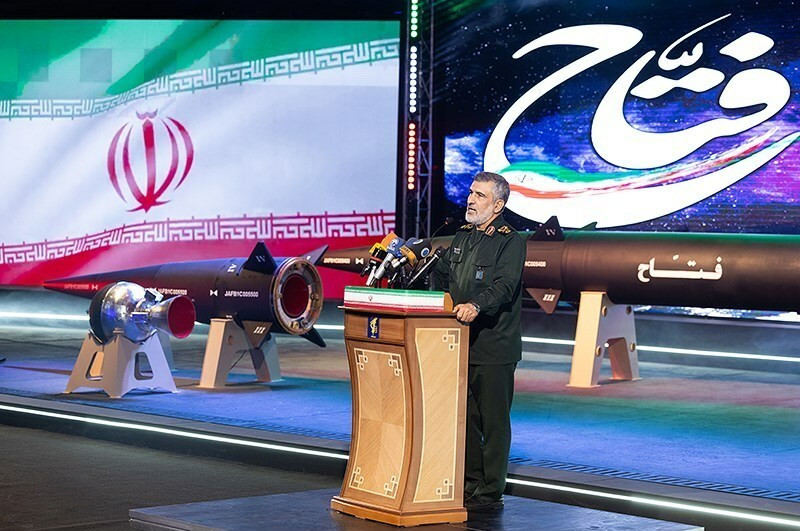
Бригадний генерал Амір Алі Хаджізаде на церемонії відкриття
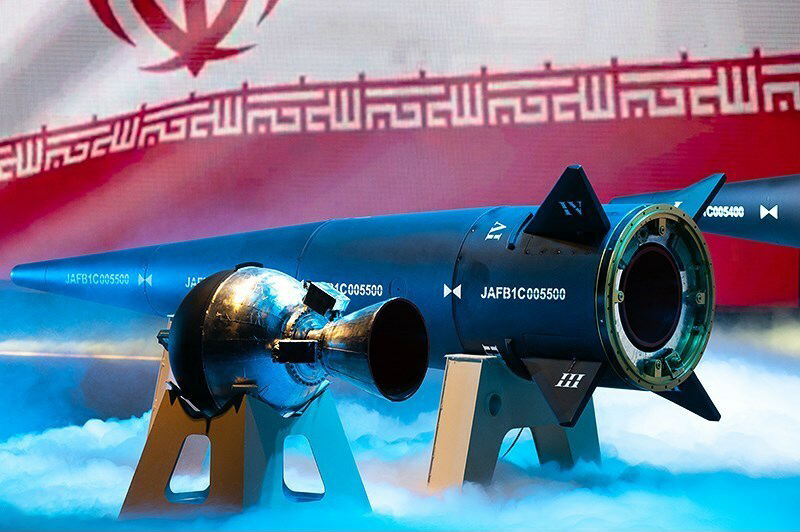
Боєголовка